# انتشارات حکمت
انتشارات حکمت در سال ۱۳۵۳ تأسیس شده است. این انتشارات به صورت تخصصی در زمینهٔ فلسفهٔ غرب، فلسفهٔ اسلامی و عرفان فعالیت می‌کند.

## کتاب‌ها
عمده منتشرات انتشارات حکمت در حوزهٔ علوم انسانی است. انتشارات حکمت از سال ۱۳۸۴ اقدام به ترجمه و انتشار دائره‌المعارف قرآن (بریل) نمود که تاکنون ۳ جلد از آن را منتشر کرده است.
همچنین انتشارات حکمت در سال ۱۳۸۹ امتیاز دائرةالمعارف تشیع را خریداری و پس از آن اقدام به انتشار مجلدات بعدی آن کرد.